# Melo (Uruguay)
Melo ist eine Stadt im nordöstlichen Uruguay.

## Geographie
Sie liegt am Fluss Arroyo de Los Conventos nur 60 km von der brasilianischen Grenze entfernt im Zentrum des Departamento Cerro Largo, dessen Hauptstadt sie ist. Die Entfernung zur uruguayischen Landeshauptstadt Montevideo beträgt 387 km.

## Geschichte
Gegründet wurde Melo am 27. Juni 1795 von Agustín de la Rosa als spanischer Militärposten. Ihren Namen erhielt die Stadt nach dem von 1795 bis 1797 amtierenden Vizekönig des Río de la Plata, Pedro de Melo de Portugal y Villena (1733–1798). Als Uruguay dann die Unabhängigkeit erlangte, wurde Melo Provinzhauptstadt. Am 22. Mai 1895 erhielt Melo durch das Gesetz Nr. 2.327 den Stadtstatus (Ciudad).
Am 15. November 1955 wurde das heutige Bistum Melo mit Sitz in Melo errichtet. Im Jahr 1988 besuchte Papst Johannes Paul II. die Stadt.

## Infrastruktur

### Bildung
Melo verfügt über insgesamt drei weiterführende Schulen (Liceo). Dies sind das 1912 gegründete Liceo Nº 1 Departamental "Juana de Ibarbourou" (3.330 Schüler), das 1977 den Lehrbetrieb aufnehmende Liceo Nº 2 "Justino Zavala Muniz" (929 Schüler) und das seit 1992 bestehende Liceo Nº 3 (857 Schüler). (Stand: 2008)

### Kultur und Sehenswürdigkeiten
Durch die große Immigration von Brasilianern aus Rio Grande do Sul in der Mitte des 19. Jahrhunderts haben sich die Kultur, die Art zu leben und sogar die Sprache in Melo mit der brasilianischen vereint. Man findet in Melo eine einzigartige Originalität und eine Identifikation mit alten brasilianischen Traditionen, wie Karneval und Frühlingstänze.
Zu den Sehenswürdigkeiten zählen etwa der wichtigste Platz der Stadt, in dessen Mitte sich ein Denkmal für General José G. Artigas mit dessen Statue befindet. Dieser Platz trägt, nachdem er ursprünglich als Plaza Vieja bekannt war, den Namen Plaza Constitución. Er wurde zum Monumento Histórico Nacional erklärt. Umgeben wird er vom Polizeipräsidium des Departamentos Cerro Largo, der 1876 erbauten Iglesia Catedral, dem Club Unión de Melo und vieler im 19. Jahrhundert errichteter Häuser. Auch sind hier der Sender CW 53 La Voz de Melo und Canal 12 Melo TV angesiedelt. Zu den weiteren bedeutenden Plätzen gehört die von den Straßen Gral. Justino Muniz, Florencio Sánchez, Agustín de la Rosa und Colón eingefasste Plaza Independencia. Zudem gibt es in Melo die wenige Häuserblocks vom Stadtzentrum entfernt nahe dem Liceo No 1 gelegene, mit einem Denkmal zu Ehren des Generals Aparicio Saravia versehene Plaza Aparicio Saravia. Ferner existiert die mitunter auch als Plaza de las Carretas bezeichnete Plaza Dionisio Coronel.

### Sport
In Melo ist der uruguayische Fußballklub Cerro Largo FC beheimatet, der seine Heimspiele im Estadio Municipal "Arquitecto Antonio Eleuterio Ubilla" austrägt.

### Verkehr
In Melo kreuzen sich die uruguayischen Fernstraßen Ruta 8 und Ruta 26. Die Stadt verfügt außerdem über einen Anschluss an den Flugverkehr mit dem zwölf Kilometer nordwestlich der Stadt gelegenen Flughafen Cerro Largo.

## Einwohner
Die Stadt hat 51.830 Einwohner (Stand: 2011), davon 24.517 männliche und 27.313 weibliche. Ein Großteil der Bevölkerung des Departamento, das selbst insgesamt nur über 84.698 Einwohner verfügt (Stand: 2011), lebt damit in Melo.
| Jahr | Einwohner |
| ---- | --------- |
| 1963 | 33.387    |
| 1975 | 38.487    |
| 1985 | 42.245    |
| 1996 | 46.883    |
| 2004 | 50.578    |
| 2011 | 51.830    |

Quelle: Instituto Nacional de Estadística de Uruguay

## Söhne und Töchter der Stadt
Fußballer:
- Mauricio Affonso (* 1992), Fußballspieler
- Martín Alaníz (* 1993), Fußballspieler
- Rodrigo Alaníz (* 1992), Fußballspieler
- Maximiliano Borges (* 1984), Fußballspieler
- Pablo Bentancur (* 1989), Fußballspieler
- Leonardo Burián (* 1984), Fußballspieler
- Gonzalo Castillo (* 1990), Fußballspieler
- Ayrton Cougo (* 1996), Fußballspieler
- Diego De Souza (* 1984), Fußballspieler
- Enrique Etcheverry (* 1996), Fußballspieler
- Alejandro Furia (* 1994), Fußballspieler
- Dany González (* 1985), Fußballspieler
- Bernardo Laureiro (* 1992), Fußballspieler
- Adolfo Lima (* 1990), Fußballspieler
- Rino Lucas (* 1980), Fußballspieler
- Salvador Maidana (* 1987), Fußballspieler
- Ademar Martínez (* 1990), Fußballspieler
- Luis Morales (* 1997), Fußballspieler
- Pablo Olivera (* 1987), Fußballspieler
- Juan Jacinto Rodríguez (* 1958), uruguayischer Fußballtrainer
- Bruno Silva (* 1980), Fußballspieler
- Nicolás Sosa (* 1996), Fußballspieler
- Sebastián Sosa (* 1994), Fußballspieler

andere:
- Ildefonso Aroztegui (1916–1988), Architekt
- Salvador Betervide (1903–1936), Politiker
- Vladimiro Collazo (* 1933), Künstler
- Villanueva Cosse (* 1933), Schauspieler, Regisseur, Schriftsteller
- Andrés Echevarría (* 1964), Schriftsteller
- Tabaré Etcheverry (1945–1978), Sänger und Komponist
- Gley Eyherabide (1934–2015), Schriftsteller
- Enrique Fernández (* 1953), Regisseur
- Juana de Ibarbourou (1895–1979), Dichterin
- Casiano Monegal (1885–1944), Schriftsteller
- Emilio Oribe (1893–1975), Schriftsteller
- Saviniano "Nano" Pérez (1907–1985), Politiker
- Villanueva Saravia (1964–1998), Politiker
- Amalia de la Vega (1919–2000), Sängerin
- Eber da Rosa Viñoles (1949–1997), Politiker
- Justino Zavala Muniz (1898–1968), Schriftsteller, Politiker

## Sonstiges
Melo ist Schauplatz des vielfach prämierten, beim Film-Festival in Cannes 2007 uraufgeführten Films El baño del Papa – Das große Geschäft.